# 73883 Asteraude
73883 Asteraude este un asteroid din centura principală de asteroizi.

## Descriere
73883 Asteraude este un asteroid din centura principală de asteroizi. A fost descoperit pe 16 februarie 1997 la Castres de Alain Klotz. El prezintă o orbită caracterizată de o semiaxă mare de 2,36 ua, o excentricitate de 0,15 și o înclinație de 8,3° în raport cu ecliptica.